# Чернушка (приток Язильницы)
Чернушка — река в России, протекает в Оричевском районе Кировской области. Устье реки находится в 7,3 км по левому берегу реки Язильница. Длина реки составляет 17 км, площадь водосборного бассейна 81,1 км².
Исток реки находится у деревни Тиуновщина юго-западнее села Пищалье (Пищальское сельское поселение) в 30 км к юго-западу от посёлка Оричи. Река течёт на юго-запад, до впадения слева крупнейшего притока, реки Федькины, называется также Чёрная. Всё течение проходит по ненаселённому лесному массиву. Впадает в Язильницу северо-западнее села Суводи.

## Данные водного реестра
По данным государственного водного реестра России относится к Камскому бассейновому округу, водохозяйственный участок реки — Вятка от города Котельнич до водомерного поста посёлка городского типа Аркуль, речной подбассейн реки — Вятка. Речной бассейн реки — Кама.
По данным геоинформационной системы водохозяйственного районирования территории РФ, подготовленной Федеральным агентством водных ресурсов:
- Код водного объекта в государственном водном реестре — 10010300412111100036146
- Код по гидрологической изученности (ГИ) — 111103614
- Код бассейна — 10.01.03.004
- Номер тома по ГИ — 11
- Выпуск по ГИ — 1